# Amicia de Courtenay
Amicia de Courtenay (n. 1250–d. 1275) a fost o nobilă franceză, membră a familiei de Courtenay, ramură colaterală a casei regale de Capet.
Tatăl ei a fost Petru de Courtenay, senior de Conches și de Mehun (1218-1250); el a căzut răpus în bătălia de la Mansurah în timpul ce participa la Cruciada a șaptea. Petru era nepot de frate față de împăratul Petru al II-lea de Courtenay din Imperiul Latin de Constantinopol. Mama Amiciei era Petronila de Joigny, fiica lui Gaucher de Joigny.
Amicia a fost căsătorită cu contele Robert al II-lea de Artois (n. 1250-d. 1302), împreună cu care a avut trei copii:
- Mahaut (n. 1268–d. 1329), succesoare la conducerea comitatului de Artois
- Filip (n. 1269–d. 1298)
- Robert (n. 1271, decedat de tânăr)

Amicia a murit la Roma, fiind înmormântată în basilica Sfântul Petru.